# Municipio de Chelsea (Nebraska)
El municipio de Chelsea (en inglés: Chelsea Township) es un municipio ubicado en el condado de Fillmore en el estado estadounidense de Nebraska. En el año 2010 tenía una población de 101 habitantes y una densidad poblacional de 1,09 personas por km².

## Geografía
El municipio de Chelsea se encuentra ubicado en las coordenadas 40°28′51″N 97°32′22″O / 40.48083, -97.53944. Según la Oficina del Censo de los Estados Unidos, el municipio tiene una superficie total de 92.76 km², de la cual 92,76 km² corresponden a tierra firme y (0 %) 0 km² es agua.

## Demografía
Según el censo de 2010, había 101 personas residiendo en el municipio de Chelsea. La densidad de población era de 1,09 hab./km². De los 101 habitantes, el municipio de Chelsea estaba compuesto por el 100 % blancos. Del total de la población el 0,99 % eran hispanos o latinos de cualquier raza.